# Werder (Havel)
Werder (Havel) è una città di 26 970 abitanti del Brandeburgo, in Germania.
È il centro maggiore, ma non il capoluogo, del circondario di Potsdam-Mittelmark.

## Storia
Werder è stata citata in vari punti negli archivi di Berlino, una città che si trova a 35 km a nord-est di Werder. La città di Werdere è menzionata nel 1317, Wehrder nel 1450 e, nella sua grafia attuale, nel 1580. La città-isola a forma di moneta sull'Havel è menzionata per la prima volta nel 1317. Secondo i documenti, era collegata alla riva da un ponte e venduta all'Abbazia di Lehnin. Sulla punta sud-occidentale sono stati ritrovati frammenti vitrei e sulla punta meridionale quello che alcuni ritengono essere un'antica struttura muraria di epoca slava.
Il 31 dicembre 2001 vennero aggregati alla città di Werder (Havel) i comuni di Glindow, Kemnitz e Phöben.

## Monumenti e luoghi d'interesse
- Municipio (Rathaus) : Costruzione in stile barocco risalente alla prima metà del Settecento, modificata alla fine dell’Ottocento[4].
- Chiesa parrocchiale (Pfarrkirche) : Costruzione in stile neogotico eretta nel 1857 su progetto di August Stüler; interno a tre navate, con coro e abside poligonale[5].

## Società

### Evoluzione demografica
- Sviluppo della popolazione dal 1875 entro gli attuali confini (linea blu: popolazione; linea puntata: confronto dello sviluppo della popolazione dello stato del Brandenburgo; sfondo grigio: ai tempi del governo nazista; sfondo rosso: al tempo del governo comunista).
- Sviluppo recente della popolazione (linea blu) e previsioni.

| Anno | Abitanti |
| ---- | -------- |
| 1875 | 9 271    |
| 1890 | 11 415   |
| 1910 | 12 925   |
| 1925 | 14 342   |
| 1939 | 19 699   |
| 1950 | 20 469   |
| 1964 | 18 250   |

| Anno | Abitanti |
| ---- | -------- |
| 1971 | 18 017   |
| 1981 | 18 069   |
| 1985 | 18 159   |
| 1990 | 17 838   |
| 1995 | 19 404   |
| 2000 | 22 218   |
| 2005 | 22 874   |

| Anno | Abitanti |
| ---- | -------- |
| 2010 | 23 017   |
| 2015 | 24 856   |
| 2016 | 25 345   |
| 2017 | 25 695   |
| 2018 | 26 184   |
| 2019 | 26 412   |
| 2020 | 26 662   |

Fonti dei dati sono nel dettaglio nelle Wikimedia Commons..

## Geografia antropica
Appartengono alla città di Werder (Havel) le frazioni (Ortsteil) di Bliesendorf, Derwitz, Glindow, Kemnitz, Petzow, Phöben, Plötzin e Töplitz.

## Amministrazione

### Gemellaggi
Werder è gemellata con:
- Oppenheim, dal 1990
- Hjørring, dal 1993
- Almdorf, dal 1995
- Tczew, dal 1998
- Birzai, dal 1999
- Muan-gun, dal 2001